# لويس أنطونيو إسكوبار
لويس أنطونيو إسكوبار (بالإسبانية: Luis Antonio Escobar)‏ (19 سبتمبر 1967 ببيرو - 8 ديسمبر 1987 بالمحيط الهادئ في بيرو) هو مدرب كرة قدم ولاعب كرة قدم بيروفي في مركز الهجوم. شارك مع منتخب بيرو لكرة القدم. أما مع النوادي، فقد لعب مع أليانزا ليما.

## وصلات خارجية
- لويس أنطونيو إسكوبار على موقع ناشيونال فوتبول تيمز (الإنجليزية)